# Hassan Amcharrat
Hassan Amcharrat (ar. حسن اعسيلة; ur. 1948 w Al-Muhammadijji, zm. 22 lipca 2023) – marokański piłkarz grający na pozycji napastnika. W swojej karierze grał w reprezentacji Maroka.

## Kariera klubowa
Swoją karierę piłkarską Amcharrat rozpoczął w klubie Chabab Mohammédia. Zadebiutował w nim w 1968 roku i grał w nim do 1977 roku. Zdobył z nim Puchar Maroka w sezonie 1974/1975. W latach 1977–1981 grał w Raja Casablanca.

## Kariera reprezentacyjna
W reprezentacji Maroka Amcharrat zadebiutował w 1971 roku. W 1976 roku został powołany do kadry na Puchar Narodów Afryki 1976. Zagrał w nim w czterech meczach: grupowych z Sudanem (2:2) i z Zairem (1:0) oraz w serii finałowej z Egiptem (2:1) i z Nigerią (2:1). Z Marokiem wywalczył mistrzostwo Afryki.
W 1978 roku Taziego powołano do kadry na Puchar Narodów Afryki 1978. W nim rozegrał trzy mecze grupowe: z Tunezją (1:1), w którym strzelił gola, z Kongiem (1:0), w którym strzelił gola i z Ugandą (0:3). W kadrze narodowej grał do 1979 roku.